# Saulxures-sur-Moselotte
Saulxures-sur-Moselotte è un comune francese di 2 925 abitanti situato nel dipartimento dei Vosgi nella regione del Grand Est.
Il territorio comunale è attraversato dal fiume Moselletta (Moselotte in francese).

## Società

### Evoluzione demografica
Abitanti censiti